# Саекі Хіросі
Саекі Хіросі (яп. 佐伯 博司, нар. 26 травня 1936, Хіросіма —) — японський футболіст, що грав на позиції нападника.

## Клубна кар'єра
Грав за команду Явата Стіл.

## Виступи за збірну
Дебютував 1958 року в офіційних матчах у складі національної збірної Японії. У формі головної команди країни зіграв 4 матчі.

## Статистика
Статистика виступів у національній збірній.
| Збірна Японії | Збірна Японії | Збірна Японії |
| Роки          | Ігри          | голи          |
| ------------- | ------------- | ------------- |
| 1958          | 1             | 0             |
| 1959          | 1             | 0             |
| 1960          | 0             | 0             |
| 1961          | 2             | 0             |
| Усього        | 4             | 0             |